# Mongoloraphidia taiwanica
Mongoloraphidia taiwanica är en halssländeart som beskrevs av U. Aspöck och H. Aspöck 1982. Mongoloraphidia taiwanica ingår i släktet Mongoloraphidia och familjen ormhalssländor. Inga underarter finns listade i Catalogue of Life.